# Songji (sockenhuvudort i Kina, Henan Sheng, lat 33,46, long 113,97)
Songji är en sockenhuvudort i Kina. Den ligger i provinsen Henan, i den centrala delen av landet, omkring 150 kilometer söder om provinshuvudstaden Zhengzhou. Antalet invånare är 31 315. Befolkningen består av 15 496 kvinnor och 15 819 män. Barn under 15 år utgör 21,0 %, vuxna 15-64 år 67 %, och äldre över 65 år 10,0 %.
Runt Songji är det tätbefolkat, med 636 invånare per kvadratkilometer. Närmaste större samhälle är Luohe, 12,9 km nordost om Songji. Trakten runt Songji består till största delen av jordbruksmark.
Genomsnittlig årsnederbörd är 984 millimeter. Den regnigaste månaden är augusti, med i genomsnitt 180 mm nederbörd, och den torraste är januari, med 10 mm nederbörd.